# Ernst Frick (Fussballspieler)
Ernst Frick (* 14. November 1909; † 23. Februar 1954 in Zürich) war ein Schweizer Fussballspieler. Der Abwehrspieler nahm mit der Schweizer Nationalmannschaft an der Weltmeisterschaft 1934 teil.

## Karriere

### Vereine
Auf Vereinsebene spielte Ernst Frick 1930 und 1931 für den FC Blue Stars Zürich. Ab 1934 stand er im Kader des Zweitligisten FC Luzern und stieg mit dem Team zur Saison 1936/37 in die Nationalliga auf. Dort spielte er bis 1938. Weitere Daten sind nicht bekannt.

### Nationalmannschaft
Frick wurde für die Weltmeisterschaft 1934 in das Kader der Schweizer Nationalmannschaft aufgenommen, kam jedoch im Turnierverlauf nicht zum Einsatz. Sein einziges A-Länderspiel bestritt der Defensivakteur im November 1934 beim Freundschaftsspiel gegen die Niederlande.